# 雪松溪 (亞利桑那州)
雪松溪（英語：Cedar Creek）是位於美國亞利桑那州希拉縣的一個人口普查指定地區。根據2010年美國人口普查，該地人口為318人，而該地的面積約為44.12平方千米。

## 地理
雪松溪的座標為33°53′44″N 110°10′25″W / 33.89556°N 110.17361°W，而該地最高點為海拔高度1502米（即4928英尺）。